# 翻子拳
翻子拳（ほんしけん）は中国武術の1つ。中国の北方、主に河北省に伝えられる武術である。
中国武術の中でも最もボクシングに似ていると言われ、猛烈な勢いで連続して拳を相手に打ち込むことを特徴とする。その様子は、雨が降り注ぐごとく、爆竹が鳴り続けるごとく、と形容される。
古くは「八閃番」（八閃翻）または翻拳と言い、明代の著名な武術書『紀効新書』の中では、「善之善者也」（すぐれたもの（武術）の中のすぐれたもの）と評されている。
翻子拳の有名な武術家には、郝鳴九（戳脚翻子拳）、胡奉三、馬賢達（通備翻子拳）がいる。
現在、中国東北地方でよく行われているのは、足技主体の戳脚と組み合わせた戳脚翻子拳である。河北省には鷹爪翻子拳という流派も存在する。